# فریدون جوانرودی
فریدون رستمی جوانرودی (۱۳۲۷ جوانرود – ۳ شهریور ۱۳۹۴ اربیل) معروف به فریدون جوانرودی و فرمانده فریدون جوانرودی، پیشمرگه، فرمانده نظامی، سیاسی (عضو ارشد دفتر سیاسی حزب دمکرات کردستان عراق) و یکی از فرماندهان کُرد مبارز با داعش در جبهه خازر اربیل و دشت موصل بود. وی از خاندان مبارز رستمبیگی جوانرودی و فرزند چهارم محمد بیگ وکیل جوانرود است. 

## نگارخانه

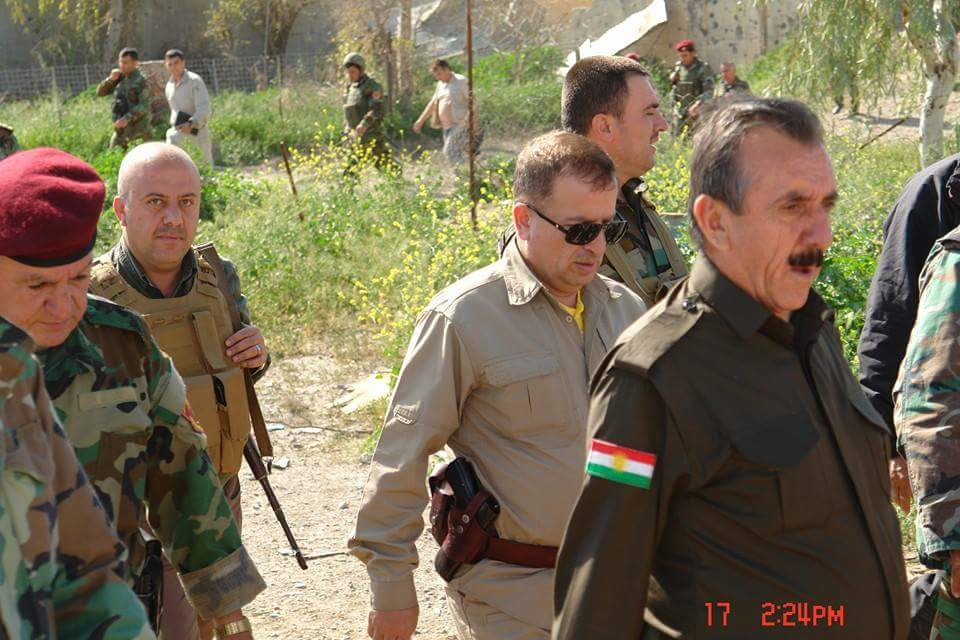
فریدون جوانرودی به همراه پیشمرگه ها